# 1760

## Esdeveniments
Països Catalans
- Juliol: A les corts de Madrid, reunides per Carles III d'Espanya, un grup de diputats de Barcelona, València, Ciutat de Mallorca i Saragossa, presenta un memorial reivindicatiu de les llibertats catalanes perdudes.[1]
- Es crea el Col·legi de Cirurgia de Barcelona.

Resta del món
- 24 de març - Torí (Itàlia): França i el Regne de Piemont-Sardenya signen el Tractat de Torí de 1760 en el que acorden la frontera entre els dos regnes.
- 28 d'abril - Ciutat de Quebec (Canadà): els francesos obtenen la seva última victòria a la Guerra Franco-Índia en la batalla de Sainte-Foy.[2]
- 24 d'agost - Frontera entre els Estats Units i el Canadà a prop d'Ogdensburg (Nova York): els anglesos acaben guanyant la batalla de les Mil Illes en el curs de la guerra Franco-Índia.

## Naixements
Països Catalans
- 26 de desembre, Sogorb (l'Alt Palància): José Juan Camarón y Meliá, pintor i gravador valencià (m. 1819).

Resta del món
- 10 de març, Madrid: Leandro Fernández de Moratín, poeta i dramaturg espanyol.
- 10 de maig, Lons-le-Saunier (el Jura, el Franc Comtat, França): Claude-Joseph Rouget de Lisle, militar i compositor, autor de La marsellesa, himne estatal de França (m. 1836).[3]
- 14 de setembre, Florència (llavors sota el domini de l'Imperi austríac), Itàlia: Luigi Cherubini, compoistor, director d'orquestra, professor, administrador, teòric i editor musical italià, actiu a França (m. 1842).[4]
- 12 d'octubre, Edo (Japó): Katsushika Hokusai, artista d'ukiyo-e (m. 1849).[5]
- 17 d'octubre, París (França): Claude-Henri de Rouvroy, comte de Saint-Simon, pensador i sociòleg francès (m. 1825)
- Anglaterra: William Dixon, compositor.

## Necrològiques
- 22 de febrer, Leipzig: Anna Magdalena Bach, cantant i compositora del segle xviii.[6]
- 10 d'abril: Jean Lebeuf, historiador, músic i erudit francès.
- 27 de setembre, Madrid: Maria Amàlia de Saxònia, reina d'Espanya (n. 1724).[7]
- Beligh Mehmed Emin, poeta otomà